# Cornechiniscus tibetanus
Cornechiniscus tibetanus är en djurart som tillhör fylumet trögkrypare, och som först beskrevs av Walter Maucci 1979.  Cornechiniscus tibetanus ingår i släktet Cornechiniscus och familjen Echiniscidae. Inga underarter finns listade i Catalogue of Life.